# Giancarlo Giannini
Giancarlo Giannini (La Spezia, 1º agosto 1942) è un attore, doppiatore e regista italiano.
Nella sua lunga carriera ha interpretato un'ampia gamma di personaggi: dall'operaio proletario al boss mafioso, dal protagonista di commedie all'italiana a quello di pellicole di impronta più drammatica, utilizzando con disinvoltura anche numerosissimi dialetti, sia meridionali sia settentrionali. Specialmente agli inizi della carriera, è stato molto attivo anche in televisione, come attore brillante, cantante e ballerino.
Nel corso della carriera si è aggiudicato nel 1973 il Prix d'interprétation masculine al Festival di Cannes per Film d'amore e d'anarchia e nel 1977 la candidatura all'Oscar al miglior attore per la sua interpretazione in Pasqualino Settebellezze, entrambi film diretti da Lina Wertmüller. Ha inoltre vinto sei David di Donatello, sei Nastri d'argento e cinque Globi d'oro. È anche noto per aver interpretato René Mathis nei due film della saga di James Bond Casino Royale e Quantum of Solace. Come doppiatore, ha prestato la voce a Al Pacino in buona parte della sua filmografia e Jack Nicholson in alcune delle sue interpretazioni più importanti.
Il 6 marzo 2023 ha ricevuto una stella sulla Hollywood Walk of Fame a Los Angeles.

## Biografia

### Gli inizi
Trascorre l'infanzia nel borgo di Pitelli (La Spezia) e nel 1952 si trasferisce con la famiglia a Napoli, dove si diploma come perito elettronico presso l'istituto tecnico "Alessandro Volta". Dopo la maturità, si trasferisce a Roma, dove studia recitazione all'Accademia nazionale d'arte drammatica. A Roma esordisce in teatro a 18 anni con In memoria di una signora amica di Giuseppe Patroni Griffi, accanto a Lilla Brignone.
Successivamente il regista Beppe Menegatti gli affida la parte del folletto Puck in Sogno di una notte di mezza estate di William Shakespeare. È proprio il teatro a regalargli i primi successi, soprattutto grazie a Romeo e Giulietta di Franco Zeffirelli, che entusiasma addirittura il pubblico raffinato dell'Old Vic di Londra, e con La lupa, sempre sotto la direzione di Zeffirelli, accanto ad Anna Magnani.

### L'esordio cinematografico
Col nome d'arte di John Charlie Johns, esordisce nel cinema nel 1965 nel film Libido di Ernesto Gastaldi e Vittorio Salerno. Raggiunge la popolarità nel ruolo di protagonista dello sceneggiato televisivo David Copperfield (1965), adattamento del romanzo omonimo di Charles Dickens firmato da Anton Giulio Majano che lo dirigerà ancora qualche anno più tardi in E le stelle stanno a guardare (1971).
Fondamentale in quel periodo è anche l'incontro con la regista italiana Lina Wertmüller, con la quale lavorerà più volte, che nel 1966 gli offre il suo primo ruolo da protagonista nel musicarello Rita la zanzara, al fianco di Rita Pavone, al quale fece seguito nel 1967 Non stuzzicate la zanzara (e nello stesso anno partecipò anche ai film Stasera mi butto e Arabella), ma non riesce a imporsi fino al 1970, anno in cui interpreta Dramma della gelosia (tutti i particolari in cronaca) di Ettore Scola, nel quale comincia a tratteggiare la figura survoltata e mercuriale di sottoproletario che metterà a punto felicemente in pellicole successive.

### Il successo internazionale

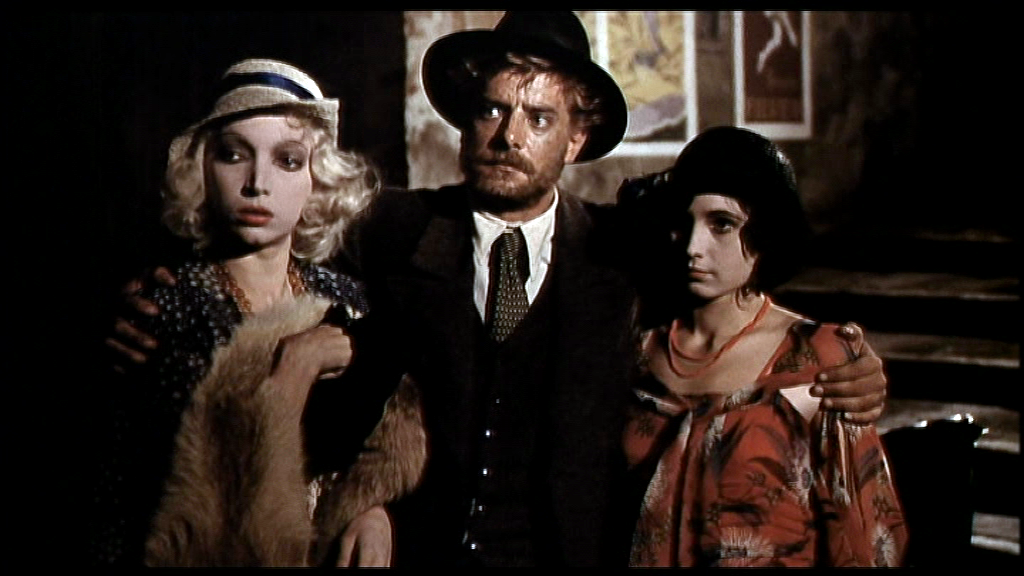
Giancarlo Giannini insieme a Mariangela Melato e Lina Polito in Film d'amore e d'anarchia - Ovvero "Stamattina alle 10 in via dei Fiori nella nota casa di tolleranza..." (1973)

Dopo altre prove di notevole interesse (è protagonista nel 1971 del thriller La tarantola dal ventre nero di Paolo Cavara e nel 1972 eccelle accanto ad Alain Delon in La prima notte di quiete di Valerio Zurlini), proprio dalla collaborazione con la Wertmüller - con la quale è anche proprietario della Liberty Films - nascono alcuni dei più celebri personaggi da lui interpretati, grotteschi e ironici: Mimì metallurgico ferito nell'onore (1972, Nastro d'argento come miglior attore), Tunin in Film d'amore e d'anarchia - Ovvero "Stamattina alle 10 in via dei Fiori nella nota casa di tolleranza..." (1973, premio come miglior attore al Festival di Cannes), il marinaio Gennarino Carunchio in Travolti da un insolito destino nell'azzurro mare d'agosto (1974) - tutti questi interpretati insieme con Mariangela Melato - Pasqualino Settebellezze (1975, candidatura all'Oscar come miglior attore protagonista), Fatto di sangue fra due uomini per causa di una vedova. Si sospettano moventi politici (1978), La fine del mondo nel nostro solito letto in una notte piena di pioggia (1978) e il televisivo Francesca e Nunziata (2002).

### I lavori in Italia

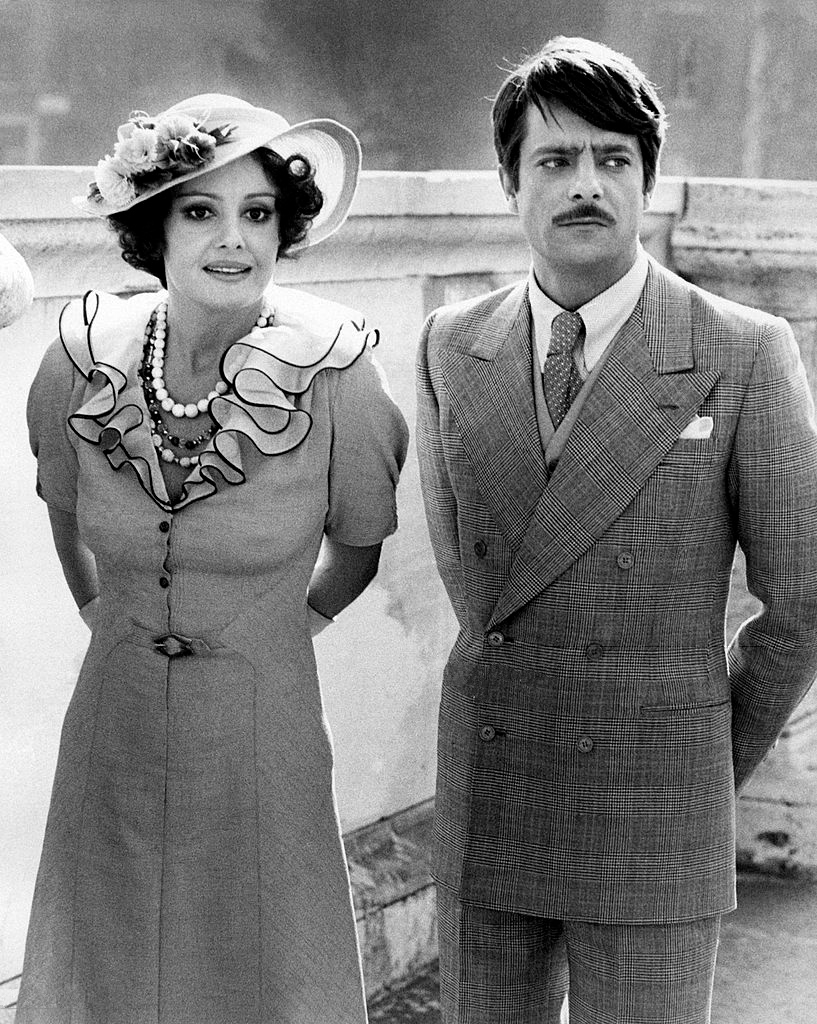
Giancarlo Giannini e Rossana Podestà in pausa durante le riprese di Paolo il caldo (1973)

Nel corso della sua lunga carriera, Giannini ha lavorato con molti dei migliori registi del panorama italiano, tra cui figurano Dino Risi (Sessomatto, 1973; Vita coi figli, 1990), Luchino Visconti (L'innocente, 1976), Elio Petri (Buone notizie, 1979), Mario Monicelli (Viaggio con Anita, 1979; I picari, 1987; Il male oscuro, 1990), Nanni Loy (Mi manda Picone, 1984, David di Donatello come miglior attore protagonista), Tinto Brass (Snack Bar Budapest, 1988), Franco Brusati (Lo zio indegno, 1989).
Tra gli altri numerosi film da lui interpretati si ricordano I divertimenti della vita privata (1990) di Cristina Comencini, Giovanni Falcone (1993) di Giuseppe Ferrara, Celluloide di Carlo Lizzani (1996, altro David di Donatello come migliore attore protagonista), La cena di Ettore Scola (1998, altro Nastro d'argento, condiviso con tutto il cast artistico maschile); a questi sono seguiti Una lunga lunga lunga notte d'amore (2001) di Luciano Emmer, Ti voglio bene Eugenio di Francisco José Fernandez (2002, altro David di Donatello come migliore attore protagonista) e Per sempre (2003) di Alessandro Di Robilant. Nello stesso anno ha recitato anche in Piazza delle Cinque Lune di Renzo Martinelli, L'acqua... il fuoco di Luciano Emmer e Il cuore altrove di Pupi Avati. Nel 2007 ha interpretato Milano Palermo - Il ritorno (seguito di Palermo Milano - Solo andata del 1995) e il film per la televisione Il generale Dalla Chiesa.
Negli anni 2010 ha preso parte ai film La bella società di Gian Paolo Cugno (2010), La prima notte della luna di Massimo Guglielmi (2010), On Air - Storia di un successo di Davide Simon Mazzoli (2016), Il ragazzo della Giudecca di Alfonso Bergamo (2016), Maremmamara di Lorenzo Renzi (2016), Prigioniero della mia libertà di Rosario Errico (2016), Nobili bugie di Antonio Pisu (2017), Notti magiche di Paolo Virzì (2018), Di tutti i colori di Max Nardari (2019).
Nel 2021 ha interpretato Andrea del Verrocchio nella serie televisiva Leonardo, dedicata alla vita di Leonardo da Vinci.
Nel 1987 esordisce nella regia con Ternosecco, seguito da Ti ho cercata in tutti i necrologi (2013).

### I lavori all'estero

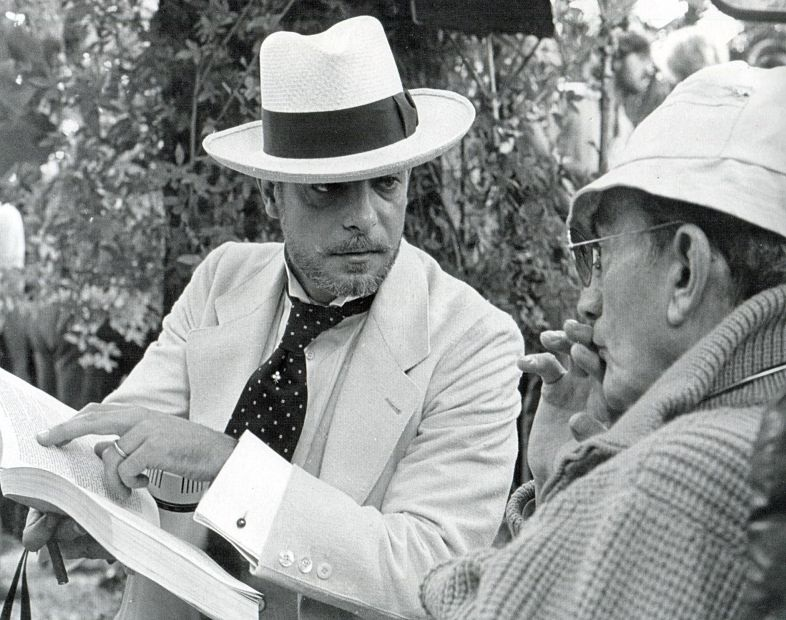
Giancarlo Giannini con il regista Luchino Visconti sul set de L'innocente (1976)

Dopo aver lavorato con Rainer Werner Fassbinder in Lili Marleen (1980), seguirono numerose apparizioni anche nel cinema statunitense, tra cui l'episodio La vita senza Zoe diretto da Francis Ford Coppola in New York Stories (1989), Il profumo del mosto selvatico (1995) di Alfonso Arau, Hannibal di Ridley Scott (2001, Nastro d'argento come miglior attore non protagonista), Man on fire (2004) di Tony Scott e i due 007 Casino Royale (2006) di Martin Campbell e Quantum of Solace (2008) di Marc Forster, in cui ha vestito i panni dell'agente segreto René Mathis.
Negli anni 2010 ha invece recitato all'estero in Omamamia di Tomy Wigand (2012) e Il ricevitore è la spia di Ben Lewin (2018).

### Il doppiaggio
Giannini, anche tra i fondatori della C.V.D. nel 1970, ha doppiato numerosi celebri attori stranieri, tra i quali Al Pacino (nella maggior parte delle sue interpretazioni), Jack Nicholson (ad esempio in Shining, Batman e The Departed - Il bene e il male), Michael Douglas (in Wall Street e nel suo sequel), Gérard Depardieu, Dustin Hoffman (ne Il maratoneta), Ian McKellen (in Riccardo III) e Ryan O'Neal (in Barry Lyndon). Celebre anche la sua interpretazione, nel 2002, nella fiction Papa Giovanni - Ioannes XXIII di Giorgio Capitani, nel quale presta la sua voce a Edward Asner, che interpreta il pontefice in età avanzata.

Giancarlo Giannini nel 1989

È stato il doppiatore prescelto di alcuni dei più grandi registi internazionali per i quali ha doppiato l'attore protagonista, da ricordare Michelangelo Antonioni per cui ha doppiato David Hemmings in Blow-Up, Mark Frechette in Zabriskie Point e Jack Nicholson in Professione: reporter; Franco Zeffirelli per cui ha doppiato Leonard Whiting in Romeo e Giulietta, Graham Faulkner in Fratello sole, sorella luna, Mel Gibson in Amleto e Jeremy Irons in Callas Forever; Stanley Kubrick (in accordo con il suo abituale direttore di doppiaggio Mario Maldesi) per cui ha doppiato Ryan O'Neal in Barry Lyndon e Jack Nicholson in Shining. Sempre diretto da Maldesi al doppiaggio, Giannini ha doppiato Nicholson anche nel ruolo di Joker nel film Batman di Tim Burton: curiosamente, molti anni dopo, suo figlio Adriano, anch'egli doppiatore, ha prestato la sua voce per lo stesso personaggio in due occasioni: prestando la voce a Heath Ledger nel film Il cavaliere oscuro di Christopher Nolan e successivamente a Joaquin Phoenix nel film Joker di Todd Phillips. Giannini ha anche affermato su un intervista di La7 che aveva doppiato Fritz il gatto nel film di Ralph Bakshi con lo stesso nome e anche gli spettatori di quel tempo dissero che c'era un doppiaggio fedele all'originale. Tuttavia, non esistono più tracce o clip di questo primo doppiaggio e venne sostituito col ridoppiaggio "dialettale" di Oreste Lionello. Questo doppiaggio è considerato perduto o irreperibile.
Sul canale Fox Crime di Sky, nella trasmissione Racconti Neri, Giannini racconta le storie del terrore dei più grandi scrittori come per esempio Edgar Allan Poe. Nel 2004 dà la voce alla "Ragione" nel tour "Cattura il meglio" di Renato Zero. Nel 2012 presta la propria voce, per il doppiaggio italiano, al personaggio di Raul Menendez nel videogame Call of Duty: Black Ops II.

### La scrittura
Giannini, con l'aiuto della scrittrice Gabriella Greison, ha scritto il libro Sono ancora un bambino, in cui racconta le sue idee, le sue invenzioni, gli aneddoti della sua vita, pubblicato in Italia nel 2014 da Longanesi. Ha vinto il Premio Cesare Pavese 2015 nella sezione romanzi.

### Le realizzazioni elettroniche
Giannini è anche progettista tecnico, frutto della passione giovanile per l'elettronica. Una delle sue creazioni è, per esempio, il giubbotto pieno di gadget indossato da Robin Williams nel film del 1992 Toys - Giocattoli di Barry Levinson.

## Vita privata
Nel 1967 ha sposato l'attrice e regista Livia Giampalmo, da cui ha avuto due figli (Lorenzo, morto a 20 anni per un aneurisma nel 1987, e Adriano, che ha seguito le orme del padre come attore) e dalla quale ha divorziato nel 1975. Dalla seconda moglie, l'attrice Eurilla del Bono (sposata nel 1983), ha avuto altri due figli, Emanuele e Francesco, entrambi musicisti.

## Filmografia

### Attore

#### Cinema

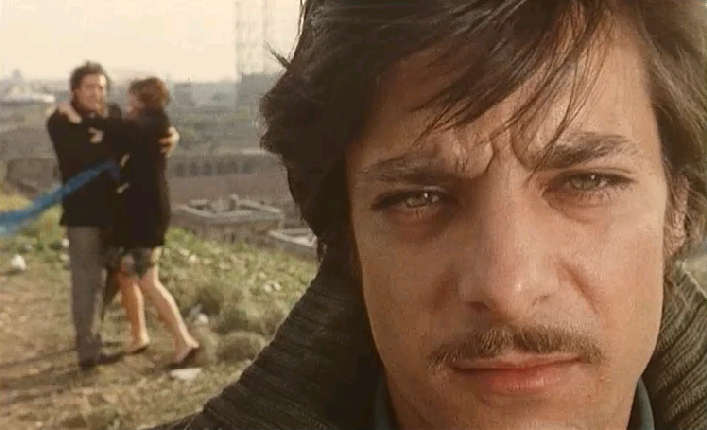
Giancarlo Giannini in Dramma della gelosia (tutti i particolari in cronaca) (1970)

- Libido, regia di Ernesto Gastaldi e Vittorio Salerno (1965)
- Rita la zanzara, regia di Lina Wertmüller (1966)
- I criminali della metropoli, regia di Gino Mangini (1967)
- Non stuzzicate la zanzara, regia di Lina Wertmüller (1967)
- Stasera mi butto, regia di Ettore Maria Fizzarotti (1967)
- Arabella, regia di Mauro Bolognini (1967)
- Lo sbarco di Anzio, regia di Edward Dmytryk e Duilio Coletti (1968)
- Fräulein Doktor, regia di Alberto Lattuada (1969)
- Le sorelle, regia di Roberto Malenotti (1969)
- Il segreto di Santa Vittoria (The Secret of Santa Vittoria), regia di Stanley Kramer (1969)
- Dramma della gelosia (tutti i particolari in cronaca), regia di Ettore Scola (1970)
- Una macchia rosa, regia di Enzo Muzii (1970)
- Una prostituta al servizio del pubblico e in regola con le leggi dello stato, regia di Italo Zingarelli (1970)
- Don Camillo e i giovani d'oggi, regia di Christian-Jaque (1970) – film incompiuto
- Mazzabubù... Quante corna stanno quaggiù?, regia di Mariano Laurenti (1971)
- Solo andata (Un aller simple), regia di José Giovanni (1971)
- Mio padre monsignore, regia di Antonio Racioppi (1971)
- La tarantola dal ventre nero, regia di Paolo Cavara (1971)
- Ettore lo fusto, regia di Enzo G. Castellari (1972)
- Mimì metallurgico ferito nell'onore, regia di Lina Wertmüller (1972)
- La prima notte di quiete, regia di Valerio Zurlini (1972)
- Film d'amore e d'anarchia - Ovvero "Stamattina alle 10 in via dei Fiori nella nota casa di tolleranza...", regia di Lina Wertmüller (1973)
- Sono stato io!, regia di Alberto Lattuada (1973)
- Paolo il caldo, regia di Marco Vicario (1973)
- Sessomatto, regia di Dino Risi (1973)
- Fatti di gente perbene, regia di Mauro Bolognini (1974)
- Il bestione, regia di Sergio Corbucci (1974)
- Travolti da un insolito destino nell'azzurro mare d'agosto, regia di Lina Wertmüller (1974)
- A mezzanotte va la ronda del piacere, regia di Marcello Fondato (1975)
- Pasqualino Settebellezze, regia di Lina Wertmüller (1975)
- L'innocente, regia di Luchino Visconti (1976)
- La fine del mondo nel nostro solito letto in una notte piena di pioggia, regia di Lina Wertmüller (1978)
- Fatto di sangue fra due uomini per causa di una vedova. Si sospettano moventi politici, regia di Lina Wertmüller (1978)
- Viaggio con Anita, regia di Mario Monicelli (1979)
- La vita è bella, regia di Grigorij Čuchraj (1979)
- Buone notizie, regia di Elio Petri (1979)
- Lili Marleen, regia di Rainer Werner Fassbinder (1981)
- Bello mio, bellezza mia, anche sceneggiatore, regia di Sergio Corbucci (1982)
- Mi manda Picone, regia di Nanni Loy (1984)
- American Dreamer, regia di Rick Rosenthal (1984)
- Febbre di gioco (Fever Pitch), regia di Richard Brooks (1985)
- Oddio, ci siamo persi il papa (Saving Grace), regia di Robert M. Young (1986)
- Ternosecco, regia di Giancarlo Giannini (1987)
- I picari, regia di Mario Monicelli (1987)
- Snack Bar Budapest, regia di Tinto Brass (1988)
- 'o Re, regia di Luigi Magni (1989)
- New York Stories, episodio La vita senza Zoe (Life without Zoe), regia di Francis Ford Coppola (1989)
- Legami di sangue (Blood Red), regia di Peter Masterson (1989)
- Lo zio indegno, regia di Franco Brusati (1989)
- La famiglia Buonanotte (Brown Bread Sandwiches), regia di Carlo Liconti (1989)
- Tempo di uccidere, regia di Giuliano Montaldo (1989)
- Il male oscuro, regia di Mario Monicelli (1990)
- Nel giardino delle rose, regia di Luciano Martino (1990)
- I divertimenti della vita privata, regia di Cristina Comencini (1992)
- Sette criminali e un bassotto (Once Upon a Crime...), regia di Eugene Levy (1992)
- Giovanni Falcone, regia di Giuseppe Ferrara (1993)
- Come due coccodrilli, regia di Giacomo Campiotti (1994)
- Il profumo del mosto selvatico (A Walk in the Clouds), regia di Alfonso Arau (1995)
- Palermo Milano solo andata, regia di Claudio Fragasso (1995)
- Celluloide, regia di Carlo Lizzani (1996)
- La Frontiera, regia di Franco Giraldi (1996)
- Ultimo bersaglio, regia di Andrea Frezza (1996)
- La lupa, regia di Gabriele Lavia (1996)
- The Disappearance of Garcia Lorca, regia di Marcos Zurinaga (1996)
- Más allá del jardín, regia di Pedro Olea (1996)
- Cervellini fritti impanati, regia di Maurizio Zaccaro (1996)
- Mimic, regia di Guillermo del Toro (1997)
- Una vacanza all'inferno, regia di Tonino Valerii (1997)
- Heaven Before I Die, regia di Izidore K. Musallam (1997)
- Dolce far niente, regia di Nae Caranfil (1998)
- La cena, regia di Ettore Scola (1998)
- La stanza dello scirocco, regia di Maurizio Sciarra (1998)
- Vuoti a perdere, regia di Massimo Costa (1999)
- Milonga, regia di Emidio Greco (1999)
- Terra bruciata, regia di Fabio Segatori (1999)
- Una notte con Sabrina Love (Una noche con Sabrina Love), regia di Alejandro Agresti (2000)
- Vipera, regia di Sergio Citti (2000)
- Welcome Albania, regia di Fabrizio Maria Cortese (2000)
- Hannibal, regia di Ridley Scott (2001)
- Una lunga lunga lunga notte d'amore, regia di Luciano Emmer (2001)
- CQ, regia di Roman Coppola (2001)
- Scintille d'amore (The Whole Shebang), regia di George Zaloom (2001)
- Ti voglio bene Eugenio, regia di Francisco José Fernandez (2002)
- Ciao America, regia di Frank Ciota (2002)
- I banchieri di Dio - Il caso Calvi, regia di Giuseppe Ferrara (2002)
- Joshua, regia di Jon Purdy (2002)
- Darkness, regia di Jaume Balagueró (2002)
- Il cuore altrove, regia di Pupi Avati (2003)
- Piazza delle Cinque Lune, regia di Renzo Martinelli (2003)
- L'acqua... il fuoco, regia di Luciano Emmer (2003)
- Per sempre, regia di Alessandro Di Robilant (2003)
- Man on Fire - Il fuoco della vendetta (Man on Fire), regia di Tony Scott (2004)
- 13dici a tavola, regia di Enrico Oldoini (2004)
- Raul - Diritto di uccidere, regia di Andrea Bolognini (2005)
- Vengo a prenderti (The Shadow Dancer), regia di Brad Mirman (2005)
- Tirante el Blanco, regia di Vicente Aranda (2006)
- I giorni perduti, regia di Bruno Gaburro (2006)
- Salvatore - Questa è la vita, regia di Gian Paolo Cugno (2006)
- Casino Royale, regia di Martin Campbell (2006)
- Milano Palermo - Il ritorno, regia di Claudio Fragasso (2007)
- Bastardi, regia di Federico Del Zoppo e Andres Alce Meldonado (2008)
- Quantum of Solace, regia di Marc Forster (2008)
- La bella società, regia di Gian Paolo Cugno (2010)
- La prima notte della luna, regia di Massimo Guglielmi (2010)
- Omamamia, regia di Tomy Wigand (2012)
- AmeriQua, regia di Marco Bellone e Giovanni Consonni (2013)
- Ti ho cercata in tutti i necrologi, regia di Giancarlo Giannini (2013)
- Promakhos, regia di Coerte e John Voorhees (2014)
- Di tutti i colori, regia di Max Nardari (2014)
- On Air - Storia di un successo, regia di Davide Simon Mazzoli (2016)
- Il ragazzo della Giudecca, regia di Alfonso Bergamo (2016)
- Maremmamara, regia di Lorenzo Renzi (2016)
- Prigioniero della mia libertà, regia di Rosario Errico (2016)
- Tulipani - Amore, onore e una bicicletta (Tulipani: Liefde, eer en een fiets), regia di Mike van Diem (2017)
- Nobili bugie, regia di Antonio Pisu (2017)
- Il ricevitore è la spia (The Catcher Was a Spy), regia di Ben Lewin (2018)
- Notti magiche, regia di Paolo Virzì (2018)
- I fratelli De Filippo, regia di Sergio Rubini (2021)
- Gianni Schicchi, regia di Damiano Michieletto (2021)
- Book Club - Il capitolo successivo (Book Club: The Next Chapter), regia di Bill Holderman (2023)
- Francesca Cabrini (Cabrini), regia di Alejandro Monteverde (2024)
- Albatross, regia di Giulio Base (2025)

#### Televisione
- Lo Squarciagola, regia di Luigi Squarzina – film TV (1966)
- David Copperfield, regia di Anton Giulio Majano – miniserie TV (1966)
- La promessa, regia di Valerio Zurlini – film TV (1970)
- ...e le stelle stanno a guardare, regia di Anton Giulio Majano – miniserie TV (1971)
- Peccati (Sins), regia di Douglas Hickox – miniserie TV (1986)
- Quattro storie di donne, regia Dino Risi – miniserie TV, episodio Carla (1989)
- Vita coi figli, regia di Dino Risi – miniserie TV (1990)
- Nero come il cuore, regia di Maurizio Ponzi – film TV (1991)
- Colpo di coda, regia di José María Sánchez – miniserie TV (1993)
- Giacobbe (Jacob), regia di Peter Hall – film TV (1994)
- Un angelo a New York (New York Crossing), regia di Vinicius Mainardi – film TV (1996)
- Nessuno escluso, regia di Massimo Spano – miniserie TV (1997)
- Ritornare a volare, regia di Ruggero Miti – miniserie TV (1998)
- Cuori in campo, regia di Stefano Reali – film TV (1998)
- Dune - Il destino dell'universo (Dune), regia di John Harrison – miniserie TV (2000)
- Francesca e Nunziata, regia di Lina Wertmüller – film TV (2002)
- Il bacio di Dracula (Dracula), di Roger Young – miniserie TV (2002)
- La mia casa in Umbria (My House in Umbria), regia di Richard Loncraine – film TV (2003)
- Le cinque giornate di Milano, regia di Carlo Lizzani – miniserie TV (2004)
- Racconti neri – programma TV, 14 episodi (2006)
- L'onore e il rispetto – serie TV, episodio 1x01 (2006)
- Il generale Dalla Chiesa, regia di Giorgio Capitani – miniserie TV (2007)
- Io non dimentico, regia di Luciano Odorisio – miniserie TV (2008)
- Il maresciallo Rocca e l'amico d'infanzia, regia di Fabio Jephcott – miniserie TV (2008)
- Il sangue e la rosa, regia di Luciano Odorisio, Luigi Parisi e Salvatore Samperi – miniserie TV (2008)
- So che ritornerai, regia di Eros Puglielli – film TV (2009)
- Prima della felicità, regia di Bruno Gaburro – film TV (2010)
- Michelangelo - Il cuore e la pietra, regia di Giacomo Gatti – docufiction (2012)
- Un angelo all'inferno, regia di Bruno Gaburro – film TV (2013)
- Stanotte a...[6] (2016-2024)
- Romanzo famigliare – serie TV (2018)
- Catch-22, regia di George Clooney, Grant Heslov, Ellen Kuras – miniserie TV, 3 puntate (2019)
- Leonardo – serie TV, episodi 1x01-1x02 (2021)
- Il grande gioco – serie TV (2022)

#### Cortometraggi
- 3:32, regia di Stefano Landini (2014)
- The Gentlemen's Wager, regia di Jake Scott (2014)
- The Gentlemen's Wager II, regia di Jake Scott (2015)
- The Good Italian, regia di Emanuele Di Bacco (2015)
- The Good Italian II: The Prince Goes to Milan, regia di Emanuele Di Bacco (2016)
- Mamma non vuole, regia di Antonio Pisu (2016)
- The Good italian III: The Magic of Naples, regia di Adriano De Santis (2017)

### Regista
- Ternosecco (1987)
- Ti ho cercata in tutti i necrologi (I Looked in Obituaries) (2013)

### Sceneggiatore
- Ternosecco (1987)

### Produttore
- Ti ho cercata in tutti i necrologi (I Looked in Obituaries) (2013)

### Narratore
- La Divina Commedia Opera Musical (2018)

## Doppiaggio

### Cinema
- Al Pacino in Quel pomeriggio di un giorno da cani, Cruising, Papà, sei una frana, Americani, Scent of a Woman - Profumo di donna, Carlito's Way, Heat - La sfida, City Hall, Riccardo III - Un uomo, un re, Donnie Brasco, L'avvocato del diavolo, Insider - Dietro la verità, Ogni maledetta domenica, Insomnia, S1m0ne, Amore estremo - Tough Love, La regola del sospetto, Il mercante di Venezia, Ocean's Thirteen, Uomini di parola, C'era una volta a... Hollywood, The Irishman, House of Gucci
- Jack Nicholson in Professione: reporter, Shining, Batman, Hoffa - Santo o mafioso?, La promessa, Tutto può succedere - Something's Gotta Give, The Departed - Il bene e il male
- Helmut Berger in La caduta degli dei, Il bel mostro, Ludwig, Così bello così corrotto così conteso, Una farfalla con le ali insanguinate
- Michael Douglas in Wall Street, Il presidente - Una storia d'amore, Wall Street - Il denaro non dorme mai
- Malcolm McDowell in Maggio musicale, Evilenko
- Harvey Keitel in Vipera, Il mio West
- Richard Jordan in Io sono la legge, Io sono Valdez
- Mark Frechette in Zabriskie Point, Uomini contro
- Gérard Depardieu in Danton, Asterix & Obelix contro Cesare
- Leonard Whiting in Romeo e Giulietta, Infanzia, vocazione e prime esperienze di Giacomo Casanova, veneziano
- John Lone in L'ultimo imperatore
- Dustin Hoffman in Il maratoneta
- Donald Sutherland in Ella & John - The Leisure Seeker
- Mel Gibson in Amleto
- Richard Gere in In cerca di Mr. Goodbar
- Nigel Hawthorne in La pazzia di Re Giorgio
- Ryan O'Neal in Barry Lyndon
- Ian McKellen in Riccardo III
- Ben Gazzara in Storie di ordinaria follia
- Kevin Spacey in Il prezzo di Hollywood
- Paul Sorvino in Streghe verso nord
- David Hemmings in Blow-Up
- John Lithgow in Ai confini della realtà
- Tim Allen in Santa Clause
- Alan Alda in California Suite
- Jason Miller in L'esorcista
- Jeremy Irons in Callas Forever
- Colm Meaney in Come Harry divenne un albero
- Chazz Palminteri in I giudici - Excellent Cadavers
- Mark Burns in Morte a Venezia
- Graham Faulkner in Fratello sole, sorella luna
- Julian Sands in Il sole anche di notte
- José Wilker in Donna Flor e i suoi due mariti
- Jacques Perrin in Il deserto dei Tartari
- Pierre Clémenti in La vittima designata
- Michel Crémades in Il primo uomo
- Juanjo Puigcorbé in Amnèsia
- Giuliano Gemma in Quando le donne avevano la coda
- Tomas Milian in Madamigella di Maupin
- Julián Mateos in I crudeli
- Marc Fiorini in Creators - The Past
- Narratore in Le affinità elettive, Il consiglio d'Egitto, Bianconeri - Juventus Story

### Film di animazione
- Fritz il gatto in Fritz il gatto (1º dopp.)
- Presidente dei Signori Grigi in Momo alla conquista del tempo
- Carl Fredricksen in Up
- Narratore in Pipì Pupù e Rosmarina in Il mistero delle note rapite

### Televisione
- Al Pacino in You Don't Know Jack - Il dottor morte, Phil Spector, Paterno, Hunters
- Gérard Depardieu in Il conte di Montecristo, Napoléon
- Malcolm McDowell in Guerra e pace
- Albert Finney in Nostromo
- Edward Asner in Papa Giovanni - Ioannes XXIII
- Ben Gazzara in Piovuto dal cielo

### Cartoni animati
- Narratore in Pipì, Pupù e Rosmarina
- Personaggi vari in Gaiking il robot guerriero

### Documentari
- Voce narrante in L'ultima preda

### Videogiochi
- Raul Menendez in Call of Duty: Black Ops II[7]

## Teatro
- In memoria di una signora amica, regia di Giuseppe Patroni Griffi (1960)
- Sogno di una notte di mezza estate, regia di Beppe Menegatti (1962)
- Romeo e Giulietta, regia di Franco Zeffirelli (1962)
- La lupa, regia di Franco Zeffirelli (1966)
- La promessa, di Aleksej Nikolaevič Arbuzov, regia di Valerio Zurlini, Roma, Teatro Eliseo, 21 dicembre 1967.
- L'avventura d'un povero cristiano di Ignazio Silone, regia di Valerio Zurlini, San Miniato, 3 agosto 1969.
- La terra trema, regia di Walter Manfrè (2005)
- Il dolce canto degli Dei, regia di Renato Giordano (2005)
- Ritornare a Sud, regia di Cosimo Damiano Damato (2007)
- Amadè, regia di Cosimo Damiano Damato (2009)
- Cosa ne penso della Svizzera, testo e regia di Gian Paolo Mai (2014)
- Omaggio a Troisi, regia di Gian Paolo Mai (2015)
- Parole e Musica (2016)
- Viaggi e Miraggi, regia di Susy Mennella (2016)
- Salotto italiano, regia di Francesco Serio (2016)
- Le parole note con Marco Zurzolo quartet (2017)
- Hadrianus Imperator, regia di Marco Savatteri (2018)

## Scrittore
- Sono ancora un bambino (ma nessuno può sgridarmi), in collaborazione con Gabriella Greison, Roma, Longanesi, 2014.

## Discografia
- 1966 - Lettere d'amore/Lettere d'amore (strumentale) (Ariston Records, AR 0121)
- 1966 - Non guardare le vetrine/Baby baby (Ariston Records, AR 0153)
- 1966 - La piccola vedetta lombarda/Dagli Appennini alle Ande/Il piccolo scrivano fiorentino/Il tamburino sardo (Ariston Records, AR 0164) (letture di alcuni racconti dal libro Cuore)
- 1974 - Una vita a metà/Mmm!?! (RCA Italiana, TPBO 1060) (lato B eseguito dagli Oliver Onions)
- 1987 - I Picari/Duelze amada (RCA Italiana, PB 41681) (lato a cantato in coppia con Enrico Montesano, lato B eseguito da Angelita Baraldera)
- 2015 - Un uomo migliore (CD singolo) di Niccolò Moriconi, che insieme a Giannini racconta le vicende processuali di Fabrizio Corona.[8]

## Riconoscimenti
- Premio Oscar

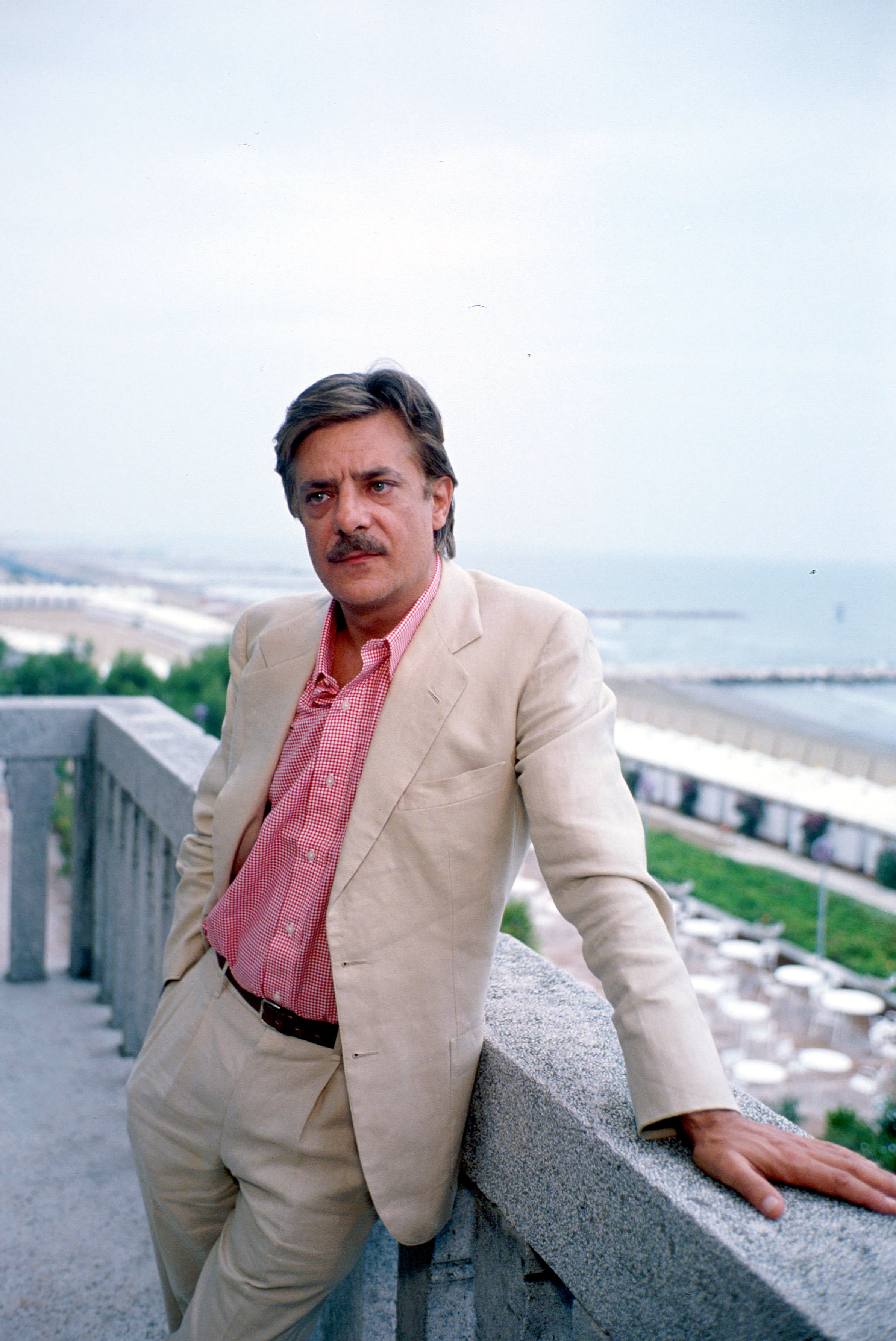
Giancarlo Giannini alla 49ª Mostra internazionale d'arte cinematografica di Venezia nel 1992

  - 1977 – Candidatura Miglior attore per Pasqualino Settebellezze
- David di Donatello
  - 1972 – Miglior attore protagonista per Mimì metallurgico ferito nell'onore
  - 1984 – Miglior attore protagonista per Mi manda Picone
  - 1989 – Candidatura Miglior attore protagonista per 'o Re
  - 1990 – Candidatura Miglior attore protagonista per Il male oscuro
  - 1994 – Candidatura Miglior attore non protagonista per Giovanni Falcone
  - 1995 – Miglior attore non protagonista per Come due coccodrilli
  - 1996 – Candidatura Miglior attore protagonista per Palermo Milano - Solo andata
  - 1996 – Miglior attore protagonista per Celluloide
  - 2000 – Targa d'oro
  - 2002 – Miglior attore protagonista per Ti voglio bene Eugenio
  - 2003 – Candidatura Miglior attore non protagonista per Il cuore altrove
- Nastro d'argento
  - 1972 – Candidatura Miglior attore non protagonista per Dramma della gelosia (tutti i particolari in cronaca)
  - 1973 – Miglior attore protagonista per Mimì metallurgico ferito nell'onore
  - 1974 – Miglior attore protagonista per Film d'amore e d'anarchia - Ovvero "Stamattina alle 10 in via dei Fiori nella nota casa di tolleranza..."
  - 1974 – Candidatura Miglior attore protagonista per Paolo il caldo
  - 1984 – Candidatura Miglior attore protagonista per Mi manda Picone
  - 1989 – Candidatura Miglior attore protagonista per 'o Re
  - 1991 – Candidatura Miglior attore protagonista per Il male oscuro
  - 1991 – Candidatura Miglior attore non protagonista per I divertimenti della vita privata
  - 1994 – Miglior doppiaggio maschile per Carlito's Way
  - 1999 – Miglior attore protagonista per La stanza dello scirocco
  - 1999 – Miglior attore non protagonista (insieme al resto del cast) per La cena
  - 2001 – Miglior attore non protagonista per Hannibal
- Hollywood Walk of Fame
  - 2023 – Stella[2]
- Ciak d'oro
  - 1996 – Miglior attore non protagonista per Come due coccodrilli[9]
- Globo d'oro
  - 1973 – Miglior attore rivelazione per Mimì metallurgico ferito nell'onore
  - 1974 – Miglior attore per Sono stato io!
  - 1989 – Miglior attore per 'o Re
  - 1997 – Candidatura Miglior attore per La frontiera
  - 1999 – Miglior attore per Milonga
  - 2010 – Globo d'oro alla carriera
- Festival di Cannes
  - 1973 – Prix d'interprétation masculine per Film d'amore e d'anarchia - Ovvero "Stamattina alle 10 in via dei Fiori nella nota casa di tolleranza..."
- Festival Internazionale del Cinema di San Sebastián
  - 1973 – Concha de Plata al miglior attore per Sono stato io!
- Festival Internazionale Alessandro Cicognini
  - 2020 – Special Award del Premio Alessandro Cicognini alla carriera[10]